# 中部ルソン地方

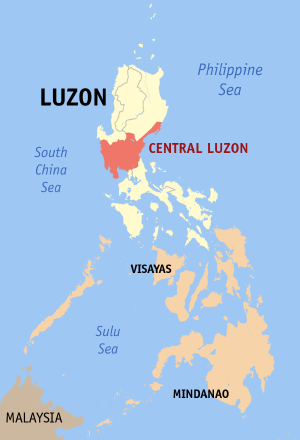

中部ルソン地方（ちゅうぶルソンちほう、Central Luzon, Region III）は、フィリピン北部ルソン島中部の地方である。メトロ・マニラ（Metro Manila）と呼ばれるマニラ首都圏（National Capital Region, NCR）とともに北タガログ地方（Northern Tagarog, Region III）であったが、2地方に分けられた。中心都市はサンフェルナンド（San Fernando）である。

## 州
- アウロラ州
- バターン州
- ブラカン州
- ヌエヴァ・エシハ州
- パンパンガ州
- タルラック州
- サンバレス州